# GAIA (Zeitschrift)
Die Zeitschrift GAIA – Ökologische Perspektiven für Wissenschaft und Gesellschaft ist eine inter- und transdisziplinäre wissenschaftliche Zeitschrift des Münchener oekom verlags. Sie befasst sich mit Hintergründen, Analysen und Lösungen von Umwelt- und Nachhaltigkeitsproblemen.
Die Zeitschrift geht zurück auf eine Initiative von Wissenschaftlern des Departements für Umweltnaturwissenschaften der Eidgenössischen Technischen Hochschule Zürich, des Zentrums Philosophie und Wissenschaftstheorie der Universität Konstanz sowie des Instituts für Wirtschaft und Ökologie der Universität St. Gallen. Heute wird die Zeitschrift getragen vom ETH-Rat (CH), der „NaWis-Runde“ (Verbund für Nachhaltige Wissenschaft, DE), der „Allianz nachhaltige Universitäten in Österreich“, dem Ministerium für Wissenschaft, Forschung und Kunst Baden-Württemberg (DE) sowie dem Bundesministerium für Bildung und Forschung BMBF (DE).
GAIA erschien im ersten Jahr im Spektrum Akademischer Verlag, dann im Nomos Verlag und seit 2001 im Zeitschriftenprogramm des oekom verlags. Die Zeitschrift erscheint zweisprachig (deutsch und englisch). Mit dem Jahrgang 14/2005 wurde GAIA in die ISI-Datenbanken aufgenommen. Sie wird im Science Citation Index Expanded (SCIE), im Social Science Citation Index (SSCI) und in Current Contents/Social & Behavioral Science geführt. Der Impact Factor der Zeitschrift lag 2020 bei 2.506.
GAIA verfolgt die Green Road to Open Access, Autoren dürfen ihre Artikel auf persönlichen Webseiten oder in Open-Access-Repositorien direkt nach der Veröffentlichung frei zugänglich machen (kein Embargo).
Autoren behalten das Copyright, alle Artikel werden unter der Creative Commons Attribution license CC BY 4.0 veröffentlicht.
Zusätzlich bietet GAIA eine „GAIA Hybrid Option“ an, bei der Autoren ihre Artikel gegen Gebühr Open Access veröffentlichen können.

## Inhalte und Rubriken
- Magazin: Hier wird über wichtige Ereignisse in Umwelt- und Nachhaltigkeitsforschung, Umweltpolitik und Forschungsförderung informiert.
- Forum: Hier erscheinen Beiträge in essayistischer Form, pointierte Meinungsäußerungen oder Reaktionen auf früher in GAIA publizierte Artikel.
- Forschung: Hier werden wissenschaftliche Originalarbeiten aus der Umwelt- und Nachhaltigkeitsforschung publiziert.
- Bücher: Hier werden Neuerscheinungen aus dem für GAIA relevanten Themenbereich vorgestellt, diskutiert und bewertet.
- Mitteilungen: Hier erscheinen Mitteilungen der mit GAIA verbundenen Institutionen.

## Fachbegutachtung
Die in GAIA veröffentlichten Beiträge werden sowohl anhand fachlicher Kriterien als auch unter dem Aspekt einer fachübergreifenden Relevanz und Verständlichkeit ausgewählt. Die Beiträge unterliegen einer doppelt blinden Fachbegutachtung sowie der Prüfung durch einen fachfremden Gegenleser. Die Ablehnungsquote von eingereichten Beiträgen liegt derzeit bei 50 bis 60 Prozent. Eine wissenschaftliche Redaktion lektoriert alle veröffentlichten Beiträge.

## Zielgruppe
Die inter- und transdisziplinäre Zeitschrift GAIA richtet sich an Wissenschaftler aller Disziplinen, an Wissenschaftsinteressierte in Wirtschaft und Verwaltung, in Politik, Gesellschaft und Medien sowie an Studenten.

## „Masters Student Paper Award“
Seit 2014 wird in Kooperation mit der Selbach-Umwelt-Stiftung und der Dialogik gGmbH der GAIA Masters Student Paper Award für herausragende inter- und transdisziplinäre Arbeiten junger Wissenschaftler im Bereich der Umwelt- und Nachhaltigkeitsforschung vergeben.